# Кудрявцев, Олег Константинович
Олег Константинович Кудрявцев (6 [19] ноября 1917, Темников, Тамбовская губерния — 6 июля 1997, Челябинск) — российский инженер-конструктор, лауреат Сталинской премии (1951).

## Биография
Окончил Ленинградский технологический институт по специальности «инженер-механик» (1941).
Работал в Челябинске на Кировском заводе (ЧТЗ): инженер-исследователь ЦЗЛ, начальник рентгеновской и механической лабораторий (1942—1945), начальник бюро оборудования.
С 1945 г. в ОКБ-700 (в составе ЧТЗ): ведущий инженер-конструктор, начальник конструкторской группы (1947), начальник лаборатории (1950), зам. начальника ОКБ (1951), гл. конструктор — зам. начальника ОКБ-700 (1960).
Руководил разработками и налаживанием выпуска приборов барометрического комплекса высоты («Регулятор») для атомной промышленности; исследованиями новых материалов. При его участии разработаны приборы давления, которыми оснащены все основные комплексы баллистических ракет подводных лодок.
В 1966—1979 главный конструктор, зам. начальника ПКБ «Прибор». В этот период разработаны сигнализаторы давления, которые используются для работы на буях, всплывающих с потерпевших аварию судов, а также в системах наземной подготовки ракет-носителей.
Лауреат Сталинской премии (1951) — за разработку и постановку на серийное пр-во специальных приборов.
Награждён орденами Трудового Красного Знамени (1951), «Знак Почёта» (1956), медалями «За трудовую доблесть» (1969), «За доблестный труд. В ознаменование 100-летия со дня рождения В. И. Ленина» (1970), «За доблестный труд в Великой Отечественной войне 1941—1945 гг.» (1946).